# Gmina Čeminac
Gmina Čeminac (chorw. Općina Čeminac) – gmina w Chorwacji, w żupanii osijecko-barańskiej.

## Miejscowości i liczba mieszkańców (2011)
- Čeminac - 968
- Grabovac - 872
- Kozarac - 730
- Mitrovac - 20
- Novi Čeminac - 319